# Гамазовые клещи
Гамазовые клещи (лат. Gamasina) — инфраотряд клещей из отряда Mesostigmata надотряда паразитиформных (Parasitiformes). Насчитывают более 6000 паразитических и свободноживущих видов, треть из которых относятся к семейству Phytoseiidae.

## Описание
Мелкие клещи около 1 мм (от 0,2 до 2,5 мм, редко до 5 мм) овальной формы. Для самцов гамазовых клещей характерно наличие сперматодактиля, особого выроста на подвижном пальце клешни хелицер. Встречаются как свободноживущие (хищные и многоядные), так и паразитические формы, переносчики и хранители различных заболеваний млекопитающих и птиц, паразиты пчёл и различных насекомых, других позвоночных (змей, ящериц) и беспозвоночных (пауков, многоножек). Некоторые кусают человека, вызывая раздражение кожи. Коксы свободные, тритостернум развит и гнатосома не редуцирована.

## Образ жизни
Эти клещи обитают в почве, лесной подстилке, на пастбищах, в норах животных и гнездах птиц, в помещениях для животных и в жилых домах. Обычно ведут скрытый образ жизни, нападая в норах, гнездах и помещениях. Некоторые виды их сосут кровь хозяев короткое время, а свою остальную жизнь проводят в убежищах, где они размножаются и развиваются.

## Классификация
Около 40 семейств, 11 надсемейств, 4 гипотряда, более 6000 видов. Ранее рассматривались как надсемейство или когорта. Систематика по Beaulieu (2011):
- Инфраотряд Gamasina — Гамазовые клещи
  - Гипотряд Arctacariae
    - Надсемейство Arctacaroidea
      - Arctacaridae (6 видов)

  - Гипотряд Dermanyssiae (ранее подотряд Dermanyssina, 559 родов и более 5000 видов)
    - Надсемейство Ascoidea (3 семейства, более 700 видов)
      - Ameroseiidae (148)
      - Ascidae (338)
      - Melicharidae (201)

    - Надсемейство Dermanyssoidea (17 семейств, более 2000 видов)
      - Dermanyssidae (26)
      - Haemogamasidae (78)
      - Laelapidae (1316)
      - Macronyssidae (233)
      - Rhinonyssidae (510)
      - Varroidae (6)
      - другие

    - Надсемейство Eviphidoidea (5 семейств, более 700 видов)
      - Eviphididae (108)
      - Leptolaelapidae (48)
      - Macrochelidae (470)
      - Pachylaelapidae (199)
      - Parholaspididae (96)

    - Надсемейство Phytoseioidea (4 семейства, более 2700 видов)
      - Blattisociidae (369)
      - Otopheidomenidae (28)
      - Phytoseiidae (более 2300 видов; ранее в Ascoidea)
      - Podocinidae (25)

    - Надсемейство Rhodacaroidea (6 семейств, более 700 видов)
      - Digamasellidae (261)
      - Halolaelapidae (80)
      - Laelaptonyssidae (6)
      - Ologamasidae (452)
      - Rhodacaridae (148)
      - Teranyssidae (1)

    - Надсемейство Veigaioidea (1 семейство)
      - Veigaiidae (около 100 видов)

  - Гипотряд Epicriiae (ранее подотряды Heatherellina с 1 родом и Epicriina с 1 надсемейством Epicrioidea)
    - Надсемейство Epicrioidea (1 семейство)
      - Epicriidae (около 50 видов)

    - Надсемейство Heatherelloidea (1 семейство)
      - Heatherellidae (2 вида)

    - Надсемейство Zerconoidea (2 семейства)
      - Coprozerconidae (1 вид)
      - Zerconidae (около 400 видов)

  - Гипотряд Parasitiae (ранее подотряд Parasitina)
    - Надсемейство Parasitoidea (1 семейство)
      - Parasitidae (более 400 видов)